# 2012년 월드 시리즈
2012년 월드 시리즈(2012 World Series)는 제108회 메이저 리그 베이스볼 월드 시리즈이다. 시리즈는 2012년 10월 24일부터 10월 28일까지 치러졌다. 시리즈는 7전 4선승제로 치러졌으며 내셔널 리그 우승 팀인 샌프란시스코 자이언츠와 아메리칸 리그 우승팀인 디트로이트 타이거스가 맞붙었다. 샌프란시스코 자이언츠가 4승 무패로 디트로이트 타이거즈를 누르고 우승을 차지했다. 샌프란시스코 자이언츠는 2년 만에 7번째 월드 시리즈 챔피언이 됐으며, MVP는 올스타리그에서 벌렌더를 압도하고(3루타 기록) 1차전에서 3홈런을 기록한 파블로 산도발이 수상했다.

## 포스트 시즌 결과

### 샌프란시스코 자이언츠

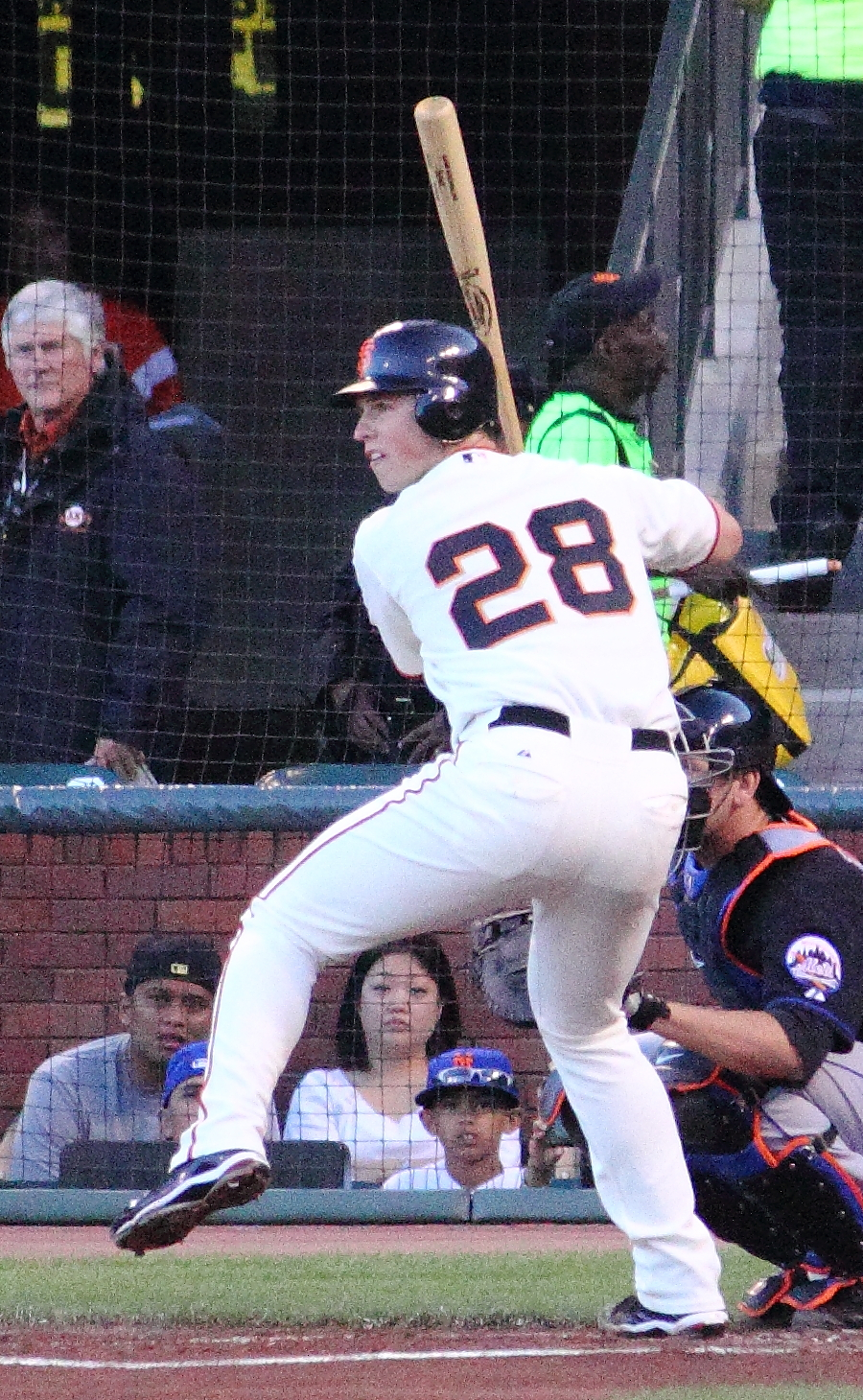
2012년 내셔널 리그 타격왕을 거머쥔 샌프란시스코의 버스터 포지.

샌프란시스코는 내셔널 리그 서부 지구에서 정규 시즌을 94승 68패로 마치고 정상에 올랐다. 이후 신시내티 레즈를 맞이한 내셔널 리그 디비전 시리즈에서 메이저 리그 역사상 처음으로 홈에서 2연패를 당한 뒤 원정 3연승을 거두는 진기록을 선보이며 챔피언십 시리즈로 발걸음을 옮겼다. 그들이 챔피언십 시리즈에서 만난 것은 2011년 디펜딩 챔피언 세인트루이스 카디널스였다. 4차전 패배로 1승 3패로 탈락 위기에 몰렸던 자이언츠였으나 이후 내리 3연승을 거두며 4승 3패로 시리즈 스코어를 역전시키면서 팀 역사상 22번째 내셔널 리그 우승과 함께 월드 시리즈에 진출했다. 이 과정 중에서 메이저 리그 역사상 처음으로 탈락 위기에서 6연승을 거둔 팀으로 이름을 남겼으며 최근 3년간 2번이나 월드 시리즈에 출전한 팀이 됐다. (2010년에 텍사스 레인저스를 4승 1패로 누르고 우승했었다.)
자이언츠는 시즌 시작을 앞두고 멜키 카브레라와 앙헬 파간을 영입했었는데, 두 선수는 각각 팀 부문 단일 월 최다 안타와 단일 시즌 최다 3루타 기록을 갱신하며 팀의 지구 선두 등극에 크게 기여했다. 특히나 카브레라는 159개로 메이저 리그 안타 1위와 타율 2위(0.346)을 달리고 올스타전 MVP에 선정되는 등 기록적인 시즌을 보냈으나 8월 15일 약물 복용이 적발되면서 50경기 출장 정지 징계를 받아 포스트 시즌 선수 명단에는 이름을 올리지 못했다. 이후 카브레라의 타격왕 경쟁을 자진 포기하면서 같은 팀 올스타 포수 버스터 포지가 0.336의 타율로 내셔널 리그 타격왕 자리에 올랐다. 한편 6월 13일에는 선발 투수 맷 케인은 팀 최초이자 메이저 리그 22번째 퍼펙트 게임을 기록했다.
시즌 초반 시즌 아웃된 브라이언 윌슨을 대체해 세르지오 로모를 마무리로 올리며 성공을 거뒀고(15번의 세이브 기회에서 14세이브) 시즌 중반 영입된 마르코 스쿠타로가 20경기 연속 안타 기록과 함께 0.306의 타율을 기록하며 힘을 보탰다. 특히나 스쿠타로는 세인트루이스 카디널스와의 챔피언십 시리즈에서 챔피언십 시리즈 최다 안타 기록(14안타)와 동률을 이루며 내셔널리그 챔피언십 시리즈 MVP를 차지하며 맹활약했다.
또한 이번 월드 시리즈 진출은 브루스 보치 감독의 3번째 월드 시리즈 진출이자 샌프란시스코 감독 취임 후 두 번째 월드 시리즈 진출로 지난 2010년에는 우승을 거뒀었다. 지난 1998년에도 샌디에이고 파드리스를 이끌고 월드 시리즈에 진출했었지만 뉴욕 양키스에 4연패로 무릎꿇었었다.
보치는 디트로이트를 상대로한 월드 시리즈 선발 라인업을 배리 지토, 매디슨 범가너, 라이언 보겔송, 맷 케인으로 구성했다.

### 디트로이트 타이거즈

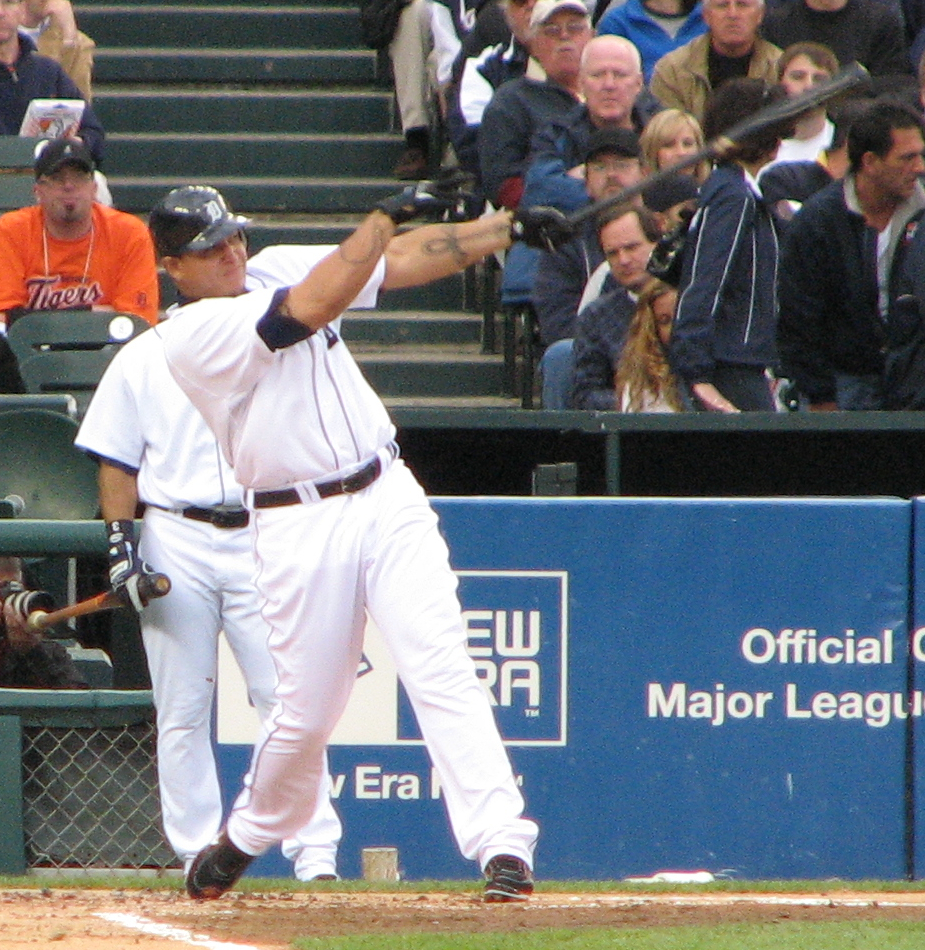
타격 3관왕에 오른 디트로이트 타이거즈의 미겔 카브레라.

디트로이트 타이거즈는 88승 74패를 기록하며 아메리칸 리그중부 지구 선두에 올랐는데 이는 팀의 1969년의 디비전 분할 시대 이후 처음이자 1934년 - 1935년 이후 첫 타이틀 연패다. 디비전 시리즈에서 오클랜드 애슬레틱스를 3승 2패로 누르고 진출한 챔피언십 시리즈에서는 뉴욕 양키스를 만나 4연승을 거두며 11번째 리그 우승이자 세인트루이스 카디널스에게 1승 4패로 무릎 꿇었던 2006년 이후 첫 월드 시리즈 진출을 이루는 데 성공했다. 또한 아메리칸 리그 챔피언십 시리즈를 스윕한 역대 네 번째 팀이 되었다. (이전은 1988년, 1990년의 오클랜드와 2006년의 디트로이트)
디트로이트의 선발 라인업은 저스틴 벌랜더(17-8, 이전 시리즈까지 3승 0패)와 맥스 셔저(16-7, 이전 시리즈까지 1승 0패) 콤비가 이끌었는데 이 두 선수는 정규 시즌에 탈삼진을 각각 237개와 231개를 잡아내는 위력적인 피칭을 펼친 바 있다. 또한 0.330의 타율과 44홈런 139타점을 기록한 미겔 카브레라는 45년 만에 처음으로 타격 트리플 크라운의 자리에 올랐다. (카브레라 이전 마지막으로 트리플 크라운을 성공시켰던 선수는 1967년 보스턴 레드 삭스의 칼 야스트렘스키였다.) 지난 스토브 리그 밀워키 브루어스를 떠나 9년 계약을 맺으며 이적해 온 프린스 필더 또한 좋은 활약을 펼쳤다.
타이거즈의 감독 짐 릴랜드는 개인 통산 세 번째 월드 시리즈 진출 겸 타이거즈 감독 취임 이후 두 번째 월드 시리즈 진출에 성공했다. 그는 이전 1997년에는 플로리다 말린스를 이끌고 4승 3패를 기록하며 클리블랜드 인디언스를 누르고 우승을 차지했었으나 2006년에는 세인트루이스 카디널스에게 1-4로 패한 바 있다. 그는 이번 시리즈에서 우승한다면 스파키 앤더슨 (1975-76 신시내티 레즈 ; 1984 디트로이트 타이거즈) 과 토니 라 루사 (1989 오클랜드 애슬레틱스 ; 2006&2011 세인트루이스 카디널스)와 같이 양대 리그에서 모두 월드 시리즈 챔피언에 오른 위업을 달성할 수 있다.
릴랜드는 자이언츠를 상대할 월드 시리즈 선발 라인업을 저스틴 벌랜더 - 덕 피스터 - 아니발 산체스 - 맥스 셔저로 구성했다.

## 경기 결과
상대적으로 샌프란시스코 자이언츠 투수진이 대단했다고 보면 된다.

### 1차전
2012년 10월 24일, 미국 캘리포니아주 샌프란시스코, AT&T 파크 📽️
| 팀 | 1 | 2 | 3 | 4 | 5 | 6 | 7 | 8 | 9 | R | H  | E |
| 디트로이트 | 0 | 0 | 0 | 0 | 0 | 1 | 0 | 0 | 2 | 3 | 8  | 0 |
| 샌프란시스코 | 1 | 0 | 3 | 1 | 1 | 0 | 2 | 0 | X | 8 | 11 | 0 |
| 승리 투수: 배리 지토 패전 투수: 저스틴 벌랜더 홈런: DET – 자니 페랄타(9회 2점) SFG – 파블로 산도발(1회 1점, 3회 2점, 5회 1점) |   |   |   |   |   |   |   |   |   |   |    |   |

### 2차전
2012년 10월 25일, 미국 캘리포니아주 샌프란시스코, AT&T 파크 📽️
| 팀                                                                  | 1 | 2 | 3 | 4 | 5 | 6 | 7 | 8 | 9 | R | H | E |
| 디트로이트                                                          | 0 | 0 | 0 | 0 | 0 | 0 | 0 | 0 | 0 | 0 | 2 | 0 |
| 샌프란시스코                                                        | 0 | 0 | 0 | 0 | 0 | 1 | 1 | 0 | X | 2 | 5 | 0 |
| 승리 투수: 매디슨 범가너 패전 투수: 덕 피스터 세이브: 세르지오 로모 |   |   |   |   |   |   |   |   |   |   |   |   |

### 3차전
2012년 10월 27일, 미국 미시간주 디트로이트, 코메리카 파크 📽️
| 팀                                                                      | 1 | 2 | 3 | 4 | 5 | 6 | 7 | 8 | 9 | R | H | E |
| 샌프란시스코                                                            | 0 | 2 | 0 | 0 | 0 | 0 | 0 | 0 | 0 | 2 | 7 | 1 |
| 디트로이트                                                              | 0 | 0 | 0 | 0 | 0 | 0 | 0 | 0 | 0 | 0 | 5 | 1 |
| 승리 투수: 라이언 보겔송 패전 투수: 아니발 산체스 세이브: 세르지오 로모 |   |   |   |   |   |   |   |   |   |   |   |   |

### 4차전
2012년 10월 28일, 미국 미시간주 디트로이트, 코메리카 파크 📽️
| 팀 | 1 | 2 | 3 | 4 | 5 | 6 | 7 | 8 | 9 | 10 | R | H | E |
| 샌프란시스코 | 0 | 1 | 0 | 0 | 0 | 2 | 0 | 0 | 0 | 1  | 4 | 9 | 0 |
| 디트로이트 | 0 | 0 | 2 | 0 | 0 | 1 | 0 | 0 | 0 | 0  | 3 | 5 | 0 |
| 승리 투수: 산티아고 카스티야 패전 투수: 필 코크 세이브: 세르지오 로모 홈런: SFG – 버스터 포지(6회 2점) DET – 미겔 카브레라(3회 2점) 델몬 영(6회 1점) |   |   |   |   |   |   |   |   |   |    |   |   |   |

## 같이 보기
- 2012년 아시아 시리즈
- 2012년 일본 시리즈
- 2012년 한국시리즈